# Gertrud Lutz-Fankhauser
Gertrud Lutz-Fankhauser (Rechthalten, Fribourg kanton, 1911. március 7. – Burgdorf, 1995.  június 29.) svájci diplomata, humanitárius aktivista, az UNICEF alelnöke. 1978-ban Jad Vasem a Világ Igaza kitüntetést adományozta neki.

## Pályafutása
Kereskedelmi iskolát végzett Bernben és Fribourgban, majd Angliába ment szakmai gyakorlatra. 1930-ban kivándorolt az Egyesült Államokba. 1931 és 1934 között a svájci konzulátuson dolgozott Saint Louisban. Ott ismerte meg férjét, Carl Lutz-cot.
1935-ben férjét Jaffába, Palesztinába, a népszövetségi mandátum-területre helyezték. 1939-ben Tel-Avivban képviselte többek között a Harmadik Birodalom érdekeit. Gertrud humanitárius szolgálatot teljesített a gyűjtőtáborokba kényszerített német nők, gyermekek és idős emberek mellett. Lutz visszautazott Európába, Gertrud 1941 októberéig egyedül folytatta humanitárius munkáját a brit hatósággal együttműködve.
1942 és 1945 között Budapesten éltek, ahol Carl Lutz alkonzul volt. A svájci konzulátus 14 olyan állam érdekeit képviselte, amelyek hadban álltak Magyarországgal. A Lutz házaspár és a konzulátus munkatársai védlevelekkel mentettek meg több tízezer zsidó embert a deportálástól. Lutzék 1945-ben elváltak.
A háború után Gertrud a Schweizerspende keretében dolgozott Jugoszláviában, Finnországban és Lengyelországban. Azután az UNICEF munkatársa lett. 1951-től Brazília szegény, északkeleti régióiban volt jelen az élelmiszer segélyező program keretében, majd Törökországba szólt a küldetése. Karrierjét Párizsban, az UNICEF elnökhelyetteseként fejezte be.
Bernben, a szövetségi parlament nyugati szárnyában üléstermet neveztek el Carl Lutzról 2018. február 12-én. A felavatott emléktáblán a budapesti svájci konzulátus egykori munkatársainak nevei, és Gertrud Lutz-Fankhauser neve is szerepelnek, mert valamennyien emberbaráti magatartásról tettek tanúságot.